# Refuge (film, 2015)
Pour les articles homonymes, voir Refuge.
Pour plus de détails, voir Fiche technique et Distribution.
Refuge (titre original allemand : Freistatt) est un film dramatique allemand écrit et réalisé par Marc Brummund (de) et sorti en 2015. 
Le film, basé sur le témoignage d'un ancien pupille d'une diaconie, est tourné sur les lieux entourant la diaconie Freistatt (de) où les évènements se sont déroulés.

## Synopsis
Pendant l'été 1968, Wolfgang, 14 ans, vit à Osnabrück chez sa mère et son beau-père. Lorsque Wolfgang montre à ses amis un magazine pornographique de son beau-père, ce dernier le frappe et, en concertation avec le Bureau de la jeunesse, décide de l'envoyer dans un centre éducatif chrétien à Freistatt. Sa mère le réconforte et promet de le reprendre à Noël. Wolfgang emporte une photo de sa mère à la maison de redressement.
Wolfgang est accueilli amicalement par le père Brockmann, dirigeant le centre diaconique, dans son petit jardin. Celui-ci interrompt son jardinage et lit à haute voix les faits reprochés au jeune garçon, notés par le Bureau de la jeunesse d'Osnabrück : Wolfgang aurait été « agressif et désobéissant », et aurait fui l'école Heidequell, près de Bielefeld, après trois mois de scolarité. Wolfgang répond qu'il n'a fait que se défendre et qu’il n'est pas violent. 

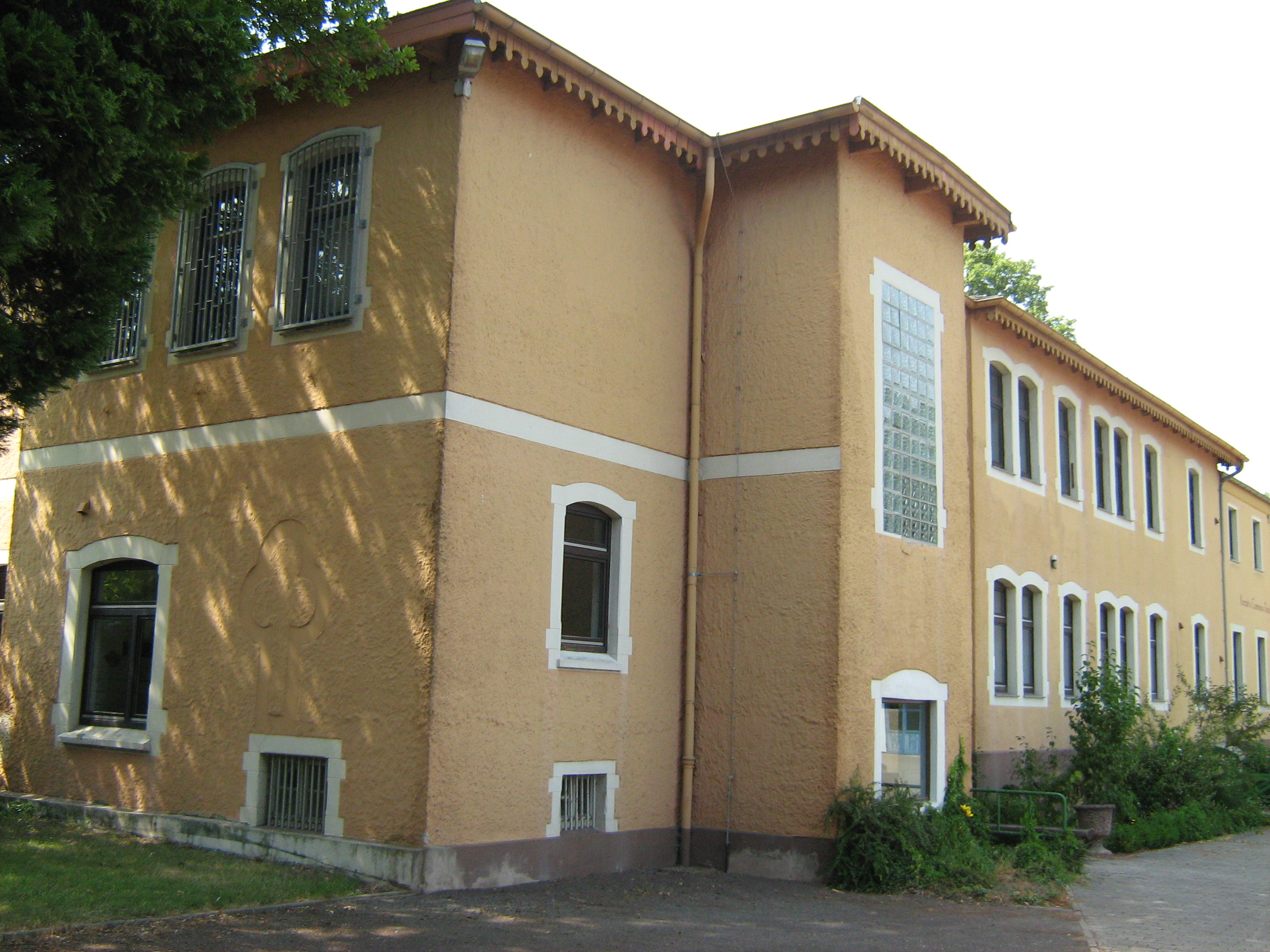
Vue du bâtiment principal de l'institution.

La vie dans cette institution est semblable à celle d'une caserne, mais sous couverture chrétienne. Les dirigeants sont appelés « frères » comme chez les religieux chrétiens. Le père principal, très féroce dans ses relations avec ses pupilles, dirige l'établissement, selon ses propres dires, depuis 25 ans, donc depuis 1943.   
Dès le premier jour, Wolfgang voit comment Mattis, un garçon faible (responsable d'une punition collective), est puni par Bernd, le plus haut « gradé » du groupe d’adolescents, et le défend spontanément, après quoi il reçoit lui-même une correction de Bernd. Le sens de la justice de Wolfgang le rend impopulaire même avec ceux qu'il veut aider. Seul le timide Afro-Allemand Anton recherche l'amitié de Wolfgang depuis le début et lui confie qu'il est également originaire d'Osnabrück. 
Wolfgang doit travailler avec les autres élèves au dur labeur dans une tourbière. Lorsqu'il se plaint d'être le seul à travailler en sabots et ne pas avoir de bottes, il lui est répondu qu'il n'en aurait pas avant deux mois et est battu avec une pelle par frère Wilde, l'un des deux gardiens-éducateurs. Une première tentative d'évasion échoue dans une zone boueuse. Or, en cas de faute, le chef de maison punit le groupe collectivement, par exemple en rationnant la nourriture ou en interdisant de fumer et laisse aux autres pupilles le soin de punir personnellement le « coupable ». 
Un jour, Wolfgang remet une lettre à Angelika, la fille du père directeur, dans laquelle il demande à sa mère de le faire sortir de cet établissement. Surprise par son père, Angelika dit à ce dernier qu'elle a été courtisée par Wolfgang, mais accepte la lettre. Plus tard, le père trouve la lettre, et tout le groupe est puni de privation de nourriture. Wolfgang essaie alors de voler des tomates dans le jardin du père pour nourrir les autres pupilles, mais il est surpris par le père, qui lui plonge la tête dans un baril d'eau jusqu'à peu de temps avant qu'il ne se noie. Puisqu'il snobe toujours frère Wilde en récoltant et en mangeant des tomates, il est battu avec un bâton, mais le groupe est impressionné par son comportement inébranlable.

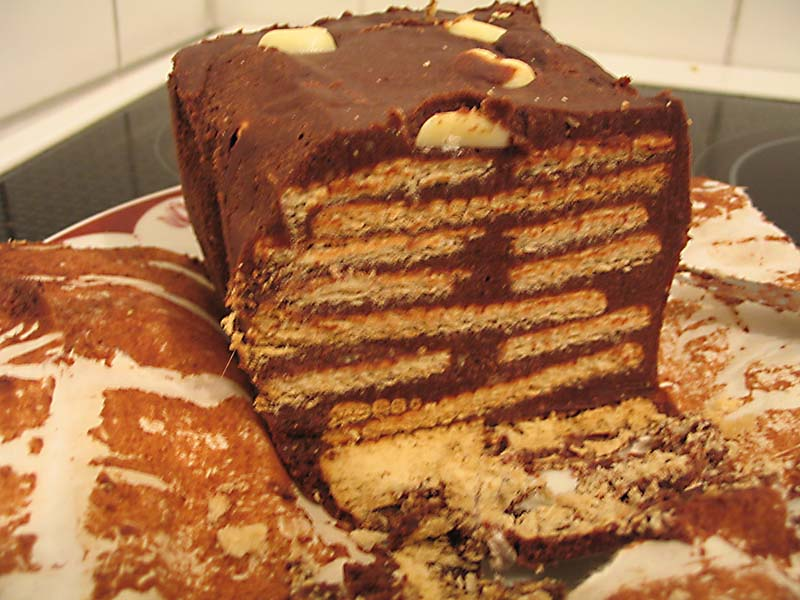
Coupe d'un gâteau « tranche de hérisson » (Kalter Hund).

Frère Krapp surprend le directeur en train de manger un gâteau Kalter Hund envoyé par la mère de Wolfgang pour son fils. Il en ressort que le directeur ne distribue pas aux enfants le courrier qui leur est destiné. Peu après, Bernd essaie de ruiner l'espoir de Wolfgang de retourner chez ses parents et brûle la photo de sa mère en lui affirmant que les parents les ont oubliés et ne veulent plus entendre parler d’eux. 
Pendant la récréation, une révolte éclate contre frère Wilde quand il essaye de retirer la radio des jeunes. Anton entame le negro spiritual Sometimes I Feel Like a Motherless Child (« Parfois, je me sens comme un enfant sans mère »), qui vient de passer à la radio dans la version de Richie Havens, et le groupe scande bientôt le mot Freedom. 
La veille de Noël, frère Krapp, le surveillant, qui a montré beaucoup de compréhension pour les élèves, est amené à quitter la diaconie car on lui reproche de faire preuve de trop d'indulgence envers les garçons, outre son opposition manifeste à toute forme de violence exacerbée à leur encontre, d'autant que transparaît également, en filigrane, la possibilité d'une relation sexuelle récurrente avec l'un des pensionnaires, Mathis. Durant ce repas, un enfant apporte à Wolfgang une part du fameux gâteau : ce dernier comprend alors que directeur cache les courriers reçus. Il essaye de s’enfuir mais il est immédiatement rejoint par le directeur qui, en rétorsion, le suspend au plafond du sous-sol par des chaînes.                     
Angelika dit au revoir à Wolfgang quand elle se rend à Hambourg pour étudier ; mais, après un moment de tendresse, Wolfgang essaie de la violer.  
Dans un conflit dans la lande, pour défendre Mattis, Wolfgang frappe frère Wilde avec une pelle, et le blesse à l'œil. Il profite de la situation pour fuir avec Anton. Ils parviennent à Osnabrück, mais Anton ne vient pas de cette ville comme il le prétendait, et n'a plus de parents.    
Arrivé chez lui, Wolfgang découvre que sa mère et son beau-père ont eu un enfant. Brockmann arrive au domicile afin de ramener Wolfgang à Freistatt. Dans la voiture est assis Anton, déjà repris par Brockmann. La mère de Wolfgang insiste pour visiter le centre afin de vérifier les dires de son fils. Arrivé à Freistatt, le beau-père verrouille la voiture après que Wolfgang en soit descendu et veut démarrer. Wolfgang exhibe alors ses blessures et supplie de ne pas le laisser là, mais le couple, malgré les hésitations de la mère, l’abandonne. 
Frère Wilde, apparemment devenu borgne, décide de se venger de Wolfgang. Accompagné de Bernd, il emmène Wolfgang dans la forêt et l’oblige à creuser une fosse. Il enjoint Bernd d’attacher les poignets de Wolfgang dans le dos, puis lui ordonne à Bernd de jeter Wolfgang dans le trou qu’il a lui-même creusé. Il contraint ensuite Bernd à enterrer Wolfgang vivant, ordre auquel Bernd refuse d’obtempérer mais auquel il finit par se soumettre sous le rudoiement de coups. Wolfgang hurle de désespoir au début, suppliant ses bourreaux de l’épargner, puis, sous forme d'ultime provocation, enjoint Bernd à continuer dans sa lancée et à assumer l'abjection de son acte, ce qui a pour effet de lui provoquer une sorte d'électrochoc. En effet, Bernd, ne pouvant plus se résoudre à aller jusqu’au bout de l’horreur, s’effondre en larmes, pris de nausées. Cependant, Wilde, inflexible, prend aussitôt la relève et jette les dernières pelletées de terre sur le visage de Wolfgang, ce qui, outre de réduire ses cris à néant en l’étouffant, achève de submerger complètement le corps de la victime. Une fois l’ensevelissement terminé, Wilde et Bernd quittent les lieux, laissant Wolfgang pour mort. Quelques minutes plus tard, Brockmann, le chef du centre, apparaît sur le lieu du crime. Il contemple tout d’abord, impassible, le spectacle, puis, sans se presser, commence à extirper délicatement le corps, se limitant à dégager lentement le visage de Wolfgang de sa « tombe » improvisée. Wolfgang — livide, inconscient, ne respirant plus et donnant donc désormais l’impression d’avoir définitivement perdu la vie — finit pourtant, contre toute attente, par sortir inopinément de sa torpeur et, bien que son sort eût auparavant paru comme inéluctablement scellé, semble « ressusciter » in extremis, profondément choqué par cette expérience traumatisante.
Anton, désespéré, croyant Wolfgang mort et ne sachant pas que son ami avait inopinément survécu, se suicide par pendaison. Confronté à la découverte de ce nouveau drame, les pupilles se retournent contre frère Wilde. Ils le provoquent et l'attaquent de front et de plein fouet. Lorsque  Wilde finit allongé sur le sol, roué de coups, les pupilles s'enfuient dans leurs chemises de nuit, à l'exception de Wolfgang qui, lui, anéanti par la disparition de son ami Anton, décide de rester auprès du corps inerte. 
Finalement, Wolfgang peut quitter le centre après la mort de son beau-père. Quand il arrive à la maison et voit son demi-frère sur la terrasse, il retourne dans la rue sans voir sa mère, mais avec un morceau du gâteau Kalter Hund qu'il a discrètement subtilisé sur la table de réception. 
Il emprunte de l'argent à un ancien ami mais lui donne des coups quand celui-ci veut s'emparer du gâteau. En train pour une destination inconnue, il passe devant Freistatt et regarde les élèves sur leur draisine, se dirigeant vers la tourbière.

## Fiche technique
- Titre original : Freistatt
- Titre français : Refuge
- Réalisation : Marc Brummund (de)
- Scénario : Nicole Armbruster (de), Marc Brummund (de)
- Photographie : Judith Kaufmann
- Montage : Hans Funck
- Musique : Anne Nikitin
- Pays de production : Allemagne
- Langue originale : allemand
- Format : couleur
- Genre : dramatique
- Durée : 104 minutes
- Dates de sortie :   
  - Allemagne : 22 janvier 2015 (Festival Max Ophüls)
  - Allemagne : 25 juin 2015

## Distribution
- Louis Hofmann : Wolfgang
- Alexander Held : père (Hausvater) Brockmann
- Stephan Grossmann (de) : frère Wilde
- Max Riemelt : frère Krapp
- Katharina Lorenz : Ingrid
- Uwe Bohm (de) : Heinz
- Langston Uibel : Anton
- Enno Trebs (de) : Bernd
- Justus Rosenkranz : Mattis
- Ole Joensson : Hans
- Anna Bullard (de) : Angelika
- Hans-Peter Korff : le pasteur Abeln
- Hendrik von Bültzingslöwen : frère Hanebuth